# Старший радник юстиції

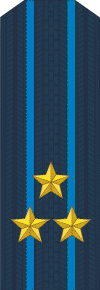
Погон старшого радника юстиції України

Старший радник юстиції — класний чин в органах прокуратури України та органів юстиції.
Такий класний чин з’явився у прокуратурі СРСР у 1943 році. Присутній також у деяких державах які утворилися після розпаду СРСР у 1991 році (наприклад у Російській Федерації).

## Історія
У СРСР класний чин старшого радника юстиції з’являється згідно указу Президії ВС СРСР від 16.09.1943 року «О встановленні класних чинів для прокурорсько-слідчих органів прокуратори». Даний класний чин відповідав посадам заступників керівників відділів, які входили до складу головних управлінь та управлінь Прокуратури Союзу РСР; слідчих з особливо важливих справ при Генеральному прокурорі Союзу РСР, старших прокурорів та прокурорів головних управлінь, управлінь та відділів, старших слідчих Прокуратури Союзу РСР; старших помічників та помічників прокурорів союзних республік (керівники управлінь та відділів, заступники начальників управлінь та відділів, керівники та заступники керівників відділів які входять до складу управлінь прокуратур союзних республік); помічників прокурорів союзних республік з особливих доручень; прокурорів областей, автономних областей, великих міст з районним поділом, транспортних прокуратур, які дорівнюються до прокуратур областей; старших слідчих з особливо важливих справ при прокурорах союзних республік; заступників прокурорів автономних республік, країв, великих областей, міст, діючих на правах прокурорів областей; директорів Інституту удосконалення слідчих робітників та філіалів Інституту підвищення кваліфікації керівних кадрів; заступників директорів Всесоюзного інституту з вивчення причин та розробці мір попередження злочинності та Інституту підвищення кваліфікації керівних кадрів (з наукових та навчальних питань).
У прокуратурі України встановлений постановою Верховної Ради України від 6 листопада 1991 року № 1795-XII «Про затвердження Положення про класні чини працівників органів прокуратури України».
У арбітражних судах України встановлений постановою Верховної Ради України від 22 листопада 1991 року № 1852-XII «Про затвердження Положення про кваліфікаційну атестацію та кваліфікаційні категорії арбітрів і класні чини спеціалістів арбітражних судів України».

## Посада
Згідно Постанов, класний чин старшого радника юстиції відповідає посадам:
- Прокуратура:
  - заступники начальників відділів, начальники відділів у складі управлінь Генеральної прокуратури України;
  - старші прокурори, слідчі в особливо важливих справах Генеральної прокуратури України, помічники Генерального прокурора України з особливих доручень;
  - заступники прокурорів Кримської АРСР (пізніше республіки Крим), областей, м. Києва, транспортних, природоохоронних, інших прокурорів (на правах обласних) та міст поза групою;
  - начальники управлінь та відділів прокуратур Кримської АРСР (пізніше республіки Крим), областей, транспортних, природоохоронних та інших (на правах обласних);
  - старші слідчі в особливо важливих справах прокуратури Кримської АРСР, старші помічники прокурорів Кримської АРСР (пізніше республіки Крим), областей та м. Києва;
  - прокурори міст першої групи;
  - проректор інституту підвищення кваліфікації Генеральної прокуратури України та завідувачі кафедр цього інституту;
  - начальник навчального центру Генеральної прокуратури України.
- Арбітражний суд:
  - начальники управлінь Вищого арбітражного суду України.

## Історичні знаки розрізнення старшого радника юстиції СРСР
Знаками розрізнення старших радників юстиції прокуратури СРСР з 1943 року, були шестикутні погони з двома просвітами, на кожному з погонів розміщувалися по три п’ятипроменеві зірочки. На погонах співробітників прокуратури (як і інших цивільних відомств) зірочки розташовувалися вздовж погону, на відміну від полковницьких погонів. Між ґудзиком у верхній частині погона та зірочками розташовувалася металева золочена емблема. Розмір погонів дорівнював 14(16)х4 см. Вздовж погона розміщувалася світло-зелена облямівка завширшки 0,3 см. 
У 1954 році, погони для прокуратури було скасовано, а знаки розрізнення чинів переходять на оксамитові петлиці з золотою облямівкою завширшки 3 мм. Старший радник юстиції мав петлиці з двома просвітами, та з трьома п’ятипроменевими зірочками. Розмір петлиць дорівнював 100(95 у скошеній частині)х33мм, розмір зірочки дорівнював 15 мм. У верхній частині петлиці розміщувалася емблема.

## Знаки розрізнення старшого радника юстиції України
У прокуратурі України, позначення чинів знову взяли на себе погони. Старший радник юстиції має погони подібні до полковника України (до 2016 року). На погоні з двома блакитними просвітами розташовується три п’ятипроменеві зірочки. На сорочці погони шестикутної форми з емблемою та ґудзиком у верхній частині погону, на мундирі використовуються нашивні погони п’ятикутної форми.

## Носії
- Мамедов Гюндуз Айдинович
- Герасимюк Микола Володимирович
- Матіос Анатолій Васильович
- Бачун Олег Володимирович
- Говда Роман Михайлович